# Focus (альбом Jus2)
Focus — дебютный мини-альбом южнокорейского дуэта Jus2. Он был выпущен JYP Entertainment 5 марта 2019 года с «Focus On Me» в качестве ведущего сингла альбома. Японская версия была выпущена 10 апреля 2019 года.

## Музыкальное видео
Клип на сингл был выпущен 4 марта 2019 года. В течение 24 часов видео превысило 8 миллионов просмотров на YouTube. По состоянию на июнь 2019 года музыкальное видео получило более 32 миллионов просмотров и 0,7 миллиона лайков на YouTube и 4 миллиона потоков на Spotify. 8 марта на официальном канале Got7 в YouTube было опубликовано видео танцевальной практики для «Focus On Me». По состоянию на июнь 2019 года, видео танцевальной практики получило более 0,5 миллиона просмотров на YouTube.

## Трек-лист
| №                   | Название            | Длительность |
| ------------------- | ------------------- | ------------ |
| 1.                  | «Focus On Me»       | 3:36         |
| 2.                  | «Drunk On You»      | 3:46         |
| 3.                  | «Touch»             | 3:20         |
| 4.                  | «Senses»            | 3:15         |
| 5.                  | «Love Talk»         | 3:53         |
| 6.                  | «Long Black»        | 3:03         |
| Общая длительность: | Общая длительность: | 20:52        |

## Чарты
| Чарты (2019)                 | Высшая позиция |
| ---------------------------- | -------------- |
| Япония (Oricon)              | 7              |
| South Korean Albums (Gaon)   | 2              |
| США (Billboard World Albums) | 6              |

| Чарты (2019)                       | Высшая позиция |
| ---------------------------------- | -------------- |
| South Korea (Hot 100)              | 45             |
| US World Digital Songs (Billboard) | 23             |

## Продажи
| Chart                    | Sales  |
| ------------------------ | ------ |
| South Korea (Gaon Chart) | 89,107 |